# رای صورتی
رای صورتی به حق رأی همجنسگرایان مرد و زن اشاره دارد؛ بنابراین، هر رأیی که همجنسگرایان به صندوق می‌اندازند، به عنوان یک رای صورتی خوانده می‌شوند. اگرچه در بریتانیا این مفهوم بیشترین شیوع را دارد اما در حال گسترش به ایالات متحده و کانادا با بسیاری از کشورهای دیگر مانند آفریقای جنوبی و استرالیا است. علاوه بر این، جنبش‌های اجتماعی-سیاسی و گروه‌های سیاسی تشکیل شده بسیاری توسط افراد دگرباش که با احزاب سیاسی ارتباط دارند بنیان‌گذاری شده‌است.

## انگلستان
طبق گزارش دفتر ملی آمار (ONS)، ۱٫۰۰٪ کل جمعیت انگلیس همجنس‌گرا هستند و بنابراین ۴۸۰٬۰۰۰ نفر خود را همجنس‌گرا می‌دانند.
احزاب سیاسی در بریتانیا در حال حاضر دنبال جمع کردن رای صورتی هستند و از هیچ کاری برای متقاعد کردن جامعهٔ همجنسگرایان و جذب آرای آنا فروگذاری نمی‌کنند.
اهمیت رای صورتی در طول زمان به‌طور قابل توجهی افزایش یافته‌است. چارلز کندی از دموکراتهای لیبرال خواستار «رای صورتی» شد و حتی قول داد که مجموعه ای از راه‌هایی برای افزایش حقوق همجنسگرایان را عملی کند. حتی حزب و رهبر حزب محافظه کار اقداماتی را برای برنده شدن سه میلیون رای صورتی در بریتانیا انجام دادند.